# بلانش سكوت
بلانش سكوت (بالإنجليزية: Blanche Stuart Scott)‏ هي طيارة أمريكية، ولدت في 8 أبريل 1885 في روتشستر في الولايات المتحدة، وتوفي بنفس المكان في 12 يناير 1970.

## وصلات خارجية
- بلانش سكوت على موقع IMDb (الإنجليزية)
- بلانش سكوت على موقع إن إن دي بي (الإنجليزية)